# St. David (Arizona)
St. David è una località degli Stati Uniti d'America, situata nella Contea di Cochise, nello Stato dell'Arizona.